# Neolimnomyia nesonemoralis
Neolimnomyia nesonemoralis är en tvåvingeart som först beskrevs av Alexander 1931.  Neolimnomyia nesonemoralis ingår i släktet Neolimnomyia och familjen småharkrankar.
Artens utbredningsområde är Taiwan. Inga underarter finns listade i Catalogue of Life.